# Like I Said: Songs 1990–91
Like I Said: Songs 1990–91 es un álbum recopilatorio lanzado en 1994 por la cantante y compositora estadounidense Ani DiFranco, el cual muestra reinterpretaciones de canciones de sus primeros dos álbumes, el epónimo Ani DiFranco de 1990 y Not So Soft de 1991.

## Lista de canciones
Todas las canciones compuestas por Ani DiFranco.
1. "Anticipate" – 2:42‡
2. "Rockabye" – 4:01‡
3. "Not So Soft" – 3:01‡
4. "Roll With It" – 3:22‡
5. "Work Your Way Out" – 3:40†
6. "Fire Door" – 2:57†
7. "Gratitude" – 2:44‡
8. "The Whole Night" – 2:20+
9. "Both Hands" – 3:01†
10. "She Says" – 3:39‡
11. "Rush Hour" – 4:50†
12. "Out of Habit" – 2:32†
13. "Lost Woman Song" – 4:00†
14. "Talk to Me Now" – 3:57†
15. "The Slant" – 1:45†

† Aparece en el álbum Ani DiFranco
‡ Aparece en el álbum Not So Soft